# Bernd Freytag von Loringhoven
Pour les articles homonymes, voir Freytag et Freytag-Loringhoven.
Le baron Bernd Freytag von Loringhoven (6 février 1914 à Kuressaare - 27 février 2007 à Munich) est un officier d'état-major allemand durant la Seconde Guerre mondiale. Il est l'un des derniers à quitter le bunker d'Adolf Hitler.

## Origine
Sa famille, originaire de Westphalie émigre dans les Pays baltes au XVe siècle. Après que les Bolcheviks ont saisi les biens de la famille en 1919, ils s'établissent en Poméranie. Il entame une carrière dans l'armée, son cousin le capitaine baron Wessel Freytag von Loringhoven, lui apporte son aide afin qu'il soit nommé officier.

## Carrière pendant la guerre
Le baron est officier d'ordonnance du commandant Wenck (futur général de la 12e armée) lors de l'invasion de la Pologne en 1939 puis fait partie de l'état-major du général Guderian lors de l'invasion de la Russie en 1941. Il est décoré alors qu'il commande une unité blindée mais est réaffecté en tant qu'aide de camp du chef de l'état-major général, Hans Krebs, ce qui lui permet d'échapper au carnage de Stalingrad.

## Complot
C'est son cousin Wessel Freytag von Loringhoven qui fournit le détonateur et la charge explosive lors de l'attentat du 20 juillet 1944 contre Hitler. Malgré ce lien de famille, Bernd n'est pas impliqué dans le complot.

## Le bunker
En 1945, Bernd a le grade de major, il est aide de camp du chef de l'État-major général allemand qui se trouve alors dans le bunker situé sous la chancellerie. Son rôle est de rassembler les données militaires, de préparer les plans et les rapports qui seront présentés lors des réunions quotidiennes avec Hitler. Durant toute cette période, il tient un journal qui lui permettra plus tard de publier son témoignage.
Le 29 avril 1945, il quitte le bunker avec la permission d'Hitler. Il racontera lors d'une interview donnée à l'Observer en 2005 :
« Alors qu'Hitler me souhaitait bonne chance, je perçus un éclair d'envie dans ses yeux. »

## Après guerre
Après la guerre, il est prisonnier des troupes britanniques pendant deux ans et demi, puis il travaille dans l'édition. Lorsque l'armée allemande se réorganise, il reprend du service comme officier, il termine sa carrière comme Lieutenant-général. Il occupe également diverses fonctions au sein de l'OTAN.
Dans les dernières années de sa vie, le Baron Freytag von Loringhoven donne beaucoup d'interviews. Avec le journaliste François d’Alançon, grâce au journal qu'il tenait, il écrivit : Dans le bunker de Hitler : 23 juillet 1944 - 29 avril 1945 qui est publié en 2005.

## Œuvre
Auteurs : Bernd Freytag von Loringhoven et François d'Alançon :
- Bernd Loringhoven, Dans le Bunker de Hitler : 23 juillet 1944-29 avril 1945, Paris, Perrin, coll. « tempus » (no 130), 2006, 217 p. (ISBN 978-2-262-02478-9).
- (en) Freiherr Bernd Freytag Von Loringhoven, In the bunker with Hitler : 23 July 1944-29 April 1945, London, Weidenfeld & Nicolson, 13 avril 2006, 207 p. (ISBN 978-0-297-84555-3).
- (de) Bernd Loringhoven, Mit Hitler im Bunker : die letzten Monate im Führerhauptquartier : Juli 1944 : April 1945, Berlin, Wjs, avril 2006 (ISBN 3-937989-14-5).